# Carolina Sessi
Carolina Sessi (auch: Karolina; * 1796 [Kutsch-Riemens: 1799] - in Wien?; † 1. Oktober 1874 in Sant’Agata sui Due Golfi, Ortsteil von Massa Lubrense) war eine italienische Opernsängerin in der Stimmlage Sopran.

## Leben
Victoria Sessi war eine von fünf Töchtern des Sängers Giovanni Sessi. Sie wirkte überwiegend in Italien. 1811 heiratete sie in Neapel den Patrizier Mario Spinelli. Sie wurde 1812 als Mitglied des Wiener Hoftheaters geführt. Anschließend sang sie einige Zeit am Teatro del Fondo in Neapel, bevor sie der Bühne entsagte.